# Kostel Obrácení svatého Pavla (Karlín)
Kostel Obrácení svatého Pavla v Karlíně je zaniklý kostel se špitálem, který se nacházel za Poříčskou branou mezi ulicemi Prvního pluku, Pobřežní, Vítkova a Sokolovská. Podle tohoto špitálu se místu do založení Karlína říkalo „Špitálská pole“.

## Historie
Kostel se špitálem pro chudé a nemocné založila Staroměstská obec roku 1504. Zároveň v okolí kostela vznikl hřbitov, který sloužil pro potřeby špitálu a v době moru jako „morový“. Za třicetileté války, před napadením Prahy švédskými vojsky, byl kostel s budovami z bezpečnostních důvodů 8.–10. ledna 1646 Pražany pobořen. Po skončení bojů jej Staroměstská obec dala opět obnovit (stavba nového kostela započala 5. října 1657) a obnovila i jeho hřbitov.
Po josefínských reformách koupil zrušený kostel pražský knihtiskař Ferdinand Schönfeld a na pozemcích patřících ke kostelu vybudoval proslulý zábavní areál zvaný "Růžodol". Hostinec s tanečními sály a letohrádek byly obklopeny zahradou vysázenou do tvaru mapy Čech.
Kostel sloužil jako skladiště a pro zchátralost byl roku 1861 zbořen.